# Castillo Forga
El Castillo Forga es un edificio ubicado en la ciudad de Mollendo, Arequipa, Perú, construido entre 1908 y 1910. El 30 de agosto de 1986 fue declarado Monumento Histórico Nacional.

## Ubicación
Se encuentra enclavado en lo alto de un promontorio rocoso, entre la segunda y la tercera playa de la ciudad de Mollendo.

## Historia
Fue construido, por encargo del empresario textil arequipeño de ascendencia española José Miguel Forga, entre los años 1908 y 1910 con una arquitectura neogótica, siendo autor del proyecto y ejecutor de la obra el arquitecto arequipeño Gerardo Cornejo Iriarte. La construcción tiene una estructura es concreto armado con rieles en algunas partes. Un puente de fierro instalado sobre los rieles del tren es el camino de ingreso a este castillo. Desde sus balcones de concreto con estilo ecléctico puede apreciarse las playas N° 1 y N° 2 de la costa arequipeña.
José Miguel Forga mandó a construir el castillo conocido en esa época como “Casa Blanca”, por las apoteósicas fiestas y reuniones que congregaban a la clase más privilegiada de la ciudad de Arequipa y Mollendo.
Según crónicas de la región, al castillo llegaron en barco ministros, embajadores y, en una ocasión, las hijas del presidente Augusto Leguía, a fin de disfrutar de las lujosas instalaciones frente al mar.
A raíz de la crisis mundial de 1929, el empresario Forga dejó de pagar sus impuestos y el gobierno de Manuel Prado Ugarteche, confiscó la propiedad y procedió a rematarla a Leonardo Rodríguez Ballón, arzobispo de Arequipa.
A lo largo de los años, la propiedad ha llegado a tener hasta diez propietarios, siendo el último es el pueblo de Mollendo. En junio del 2015, el Congreso de la República de Perú aprobó la expropiación de este monumento histórico que se encontraba en estado de abandono, para poder ser restaurado.
Fue declarado Monumento Histórico de la Nación por la Resolución Ministerial 775-87-ED del Ministerio de Educación con de fecha 9 de noviembre de 1987.

## Características
El Castillo Forga de arquitectura ecléctica por las diversa composición de estilos que lo definen, como el estilo neogótico, cornisas de estilo neoclásico, ornamentos de estilo barroco y el remate de estilo medieval a la usanza del siglo XIII. Tiene 17 habitaciones en dos niveles y un mirador en la parte alta, un balcón con escalera al segundo nivel de caoba con enchapes, pisos de madera machihembrada y losetas venecianas, con balcones y alamedas externas. Muebles importados de Europa.

## Galería

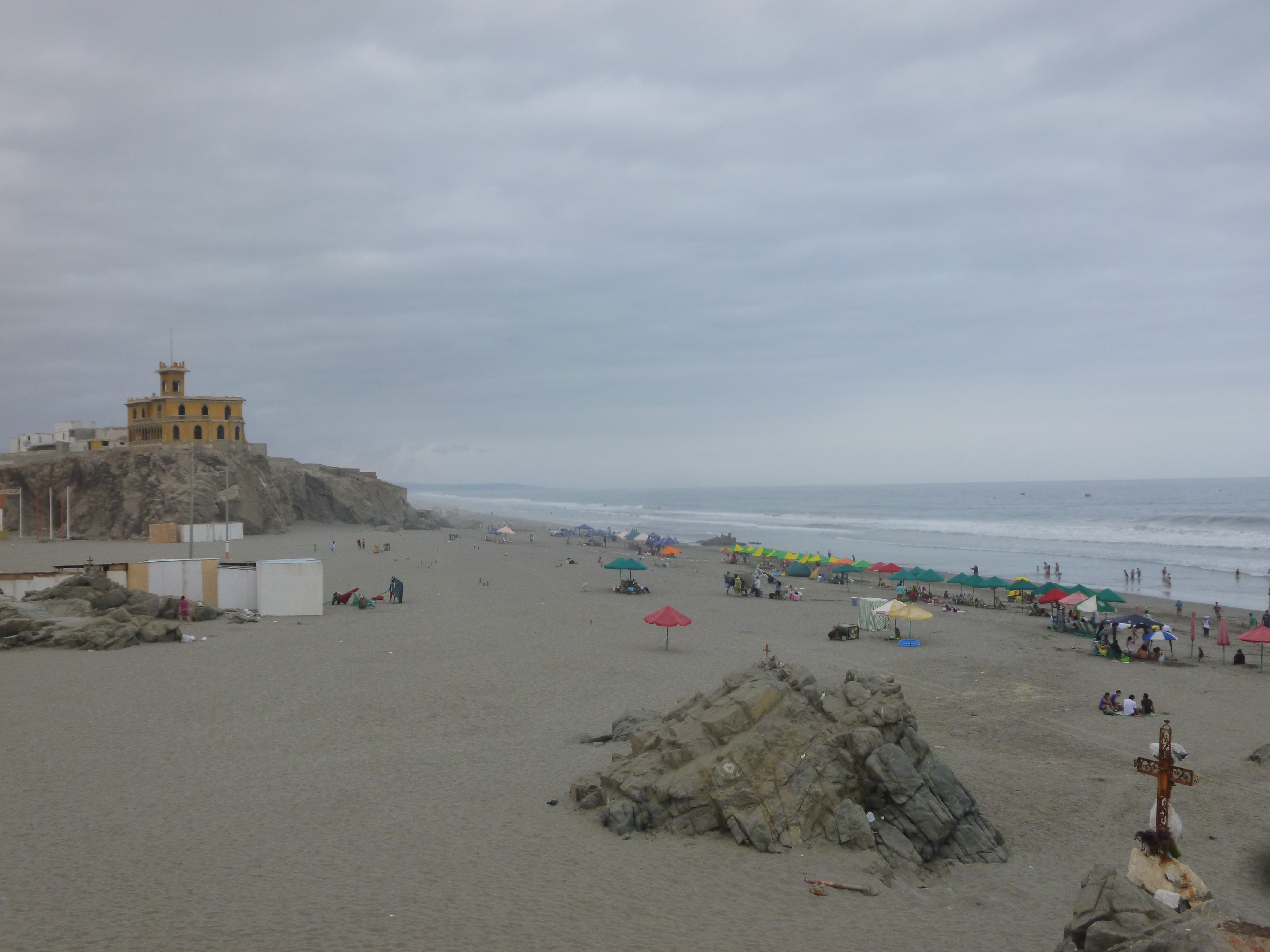
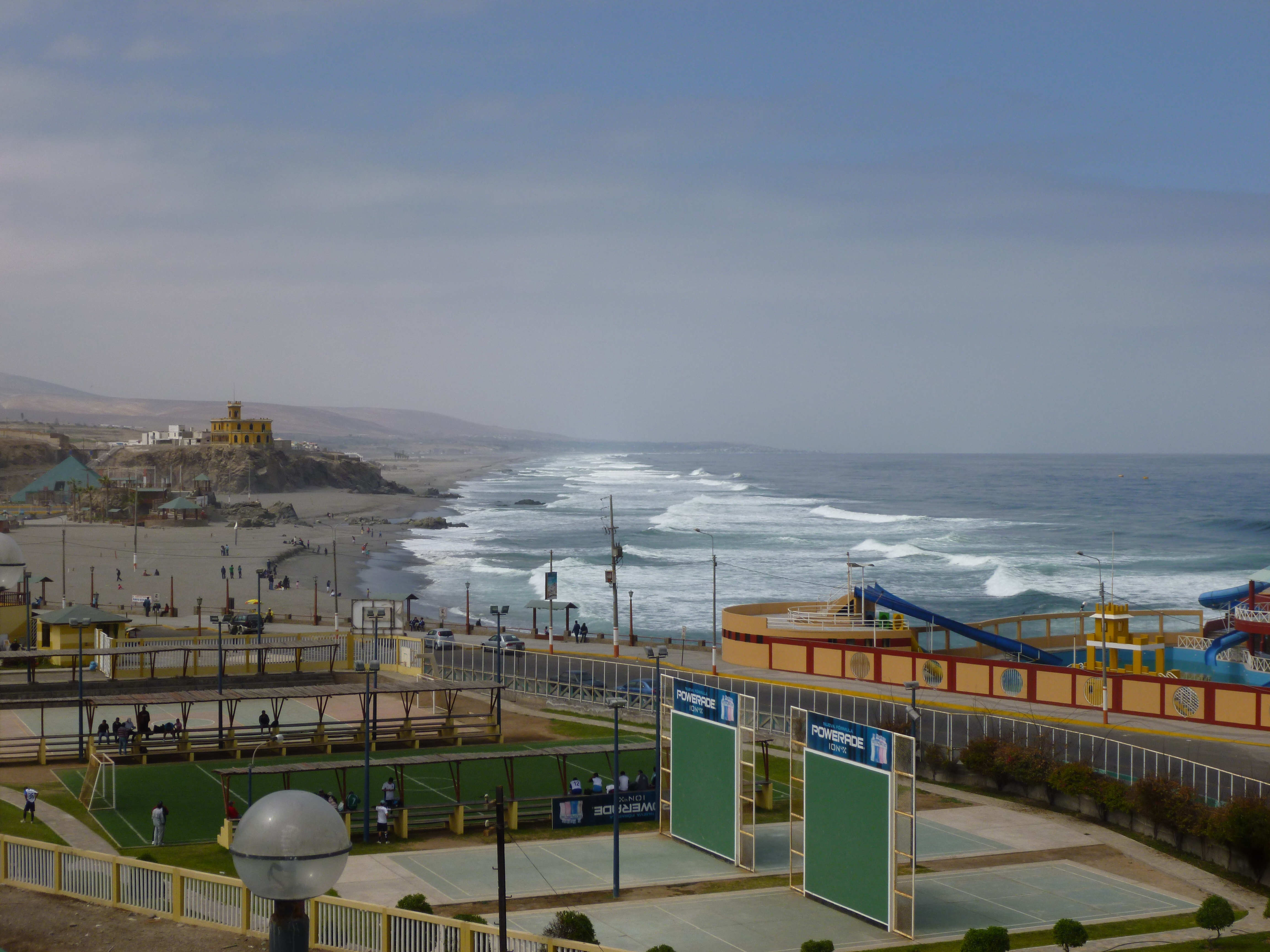
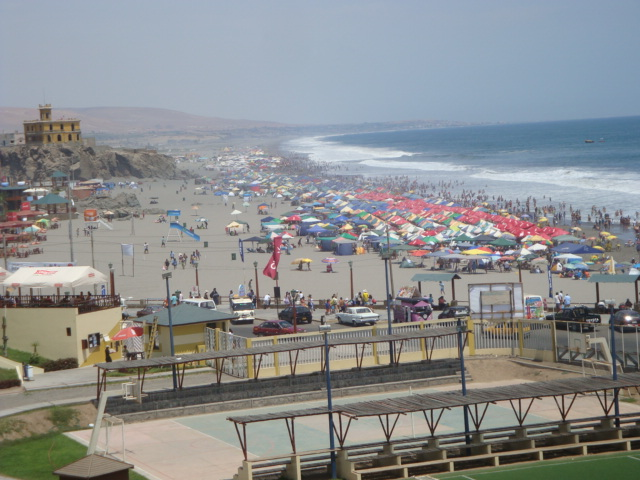